# نفرت دوم

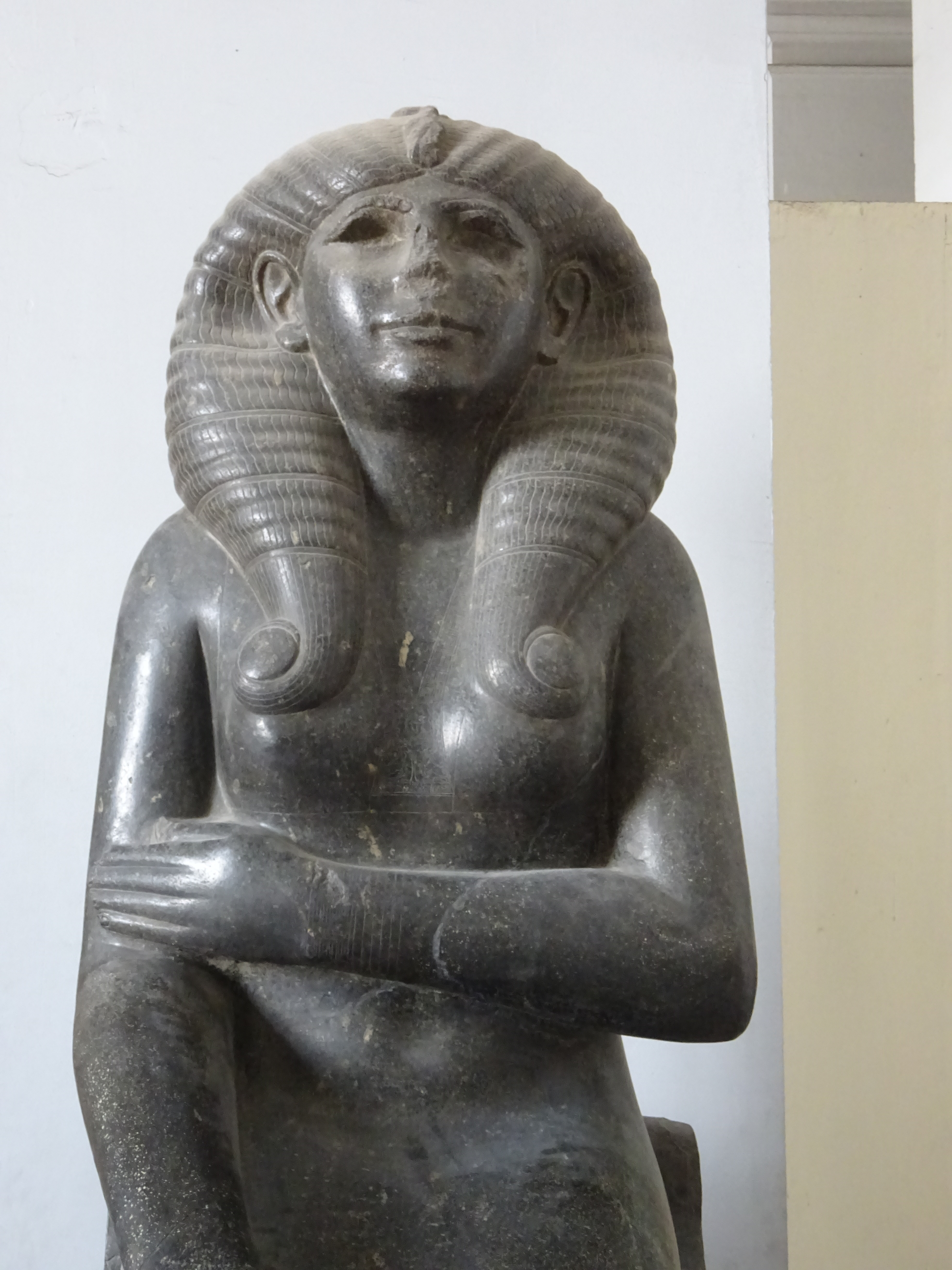
نوفرت دوم، سلسله دوازدهم، موزه قاهره

نُفرت دوم (به انگلیسی: Nofret II) یک ملکه همسر در مصر باستان در دوران حکمفرمایی دودمان دوازدهم مصر بود. او دختر آمنمحات دوم و همسر سنوسرت دوم بود.
او به همراه خنمت‌نفرحدجت‌ورت یکم، یکی از دو همسر شناخته شده سنوسرت دوم بود؛ دو همسر احتمالی دیگر او خِنِمِت و ایتاورت بودند. هر چهار نفر نیز خواهران سنوسرت دوم بودند. دو مجسمه او در تانیس پیدا شد و اکنون در موزه مصر در قاهره هستند. هرم کوچک در مجموعه هرم اللاهون شوهرش احتمالاً برای او ساخته شده است.
لقب‌های رسمی او عبارت بودند از: دختر پادشاه؛ سرور عصای سلطنتی؛ بانوی دو سرزمین.